# Денисові сади
Денисові сади (чеськ. Denisovy sady), також Парк Франтішков - міський парк в Брно. Розташований в історичному центрі міста, на схилі пагорба Петров між збереженими ділянкою міських стін і вулицею Гусова. До парку можна дістатися пішки з вулиць Надражні і Башти кількома серпантинним пішохідними доріжками. До складу парку входить Губернаторський сад. До парку примикають Капуцинські сади і вуличка Вацлава Гавела.
З 1958 року парк є пам'ятником культури.

## Історія

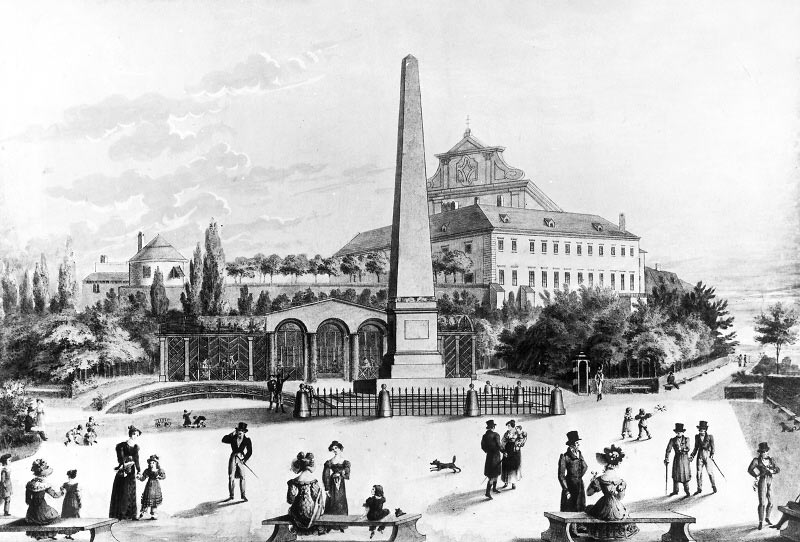
Денисові сади 1820 рік

В 1805 році за інніціативою тодішнього Моравського намісника графа Прокопа Лажанського (чеськ. Prokop Lažanský (1771–1823)) почалися перші роботи по створенню парку, який став першим публічним парком в Моравії в Чехії. Роботи розпочалися на південно-західній частині гори Петровзваної Пухлик (чеськ. Puhlík). Вважається, що шотландський дворянин і ландшафтний архітектор Джеймс Огілві лорд Фіндлейтер також брав участь у проектуванні парку. Суттєві зміни відбулися вже за іншого намісника — Антоніна Бедржиха, графа Митровського (чеськ. Antonín Bedřich I. Mitrovský) у 1814—1818 роках.
В 1818 році на місці бастіона був урочисто відкритий обеліск на честь перемоги над Наполеоном, «Пам'ятник Миру». Поруч розташувалася колонада з фонтаном. Тоді ж парк також був офіційно названий на честь імператор Австрії, короля Богемії та Угорщини, маркграфа Моравії Франца II (I. Rakouský). Архітектура парку в стилі класицизм піддавалася подальшим змінам протягом XIX століття.
У 1919 році парк був перейменований на Денисові сади на честь французького історика Ернеста Дені, який зробив внесок у заснування Чехословаччини. Також широко використовується попередня назва Парк Франтишков (або Франсисбергів парк).
У період з 1939 по 1941 рік недавно побудованою дорогою, що з'єднує первісний південний кінець вулиці Гусова з вулицею Надражні, від садів був відокремлений парк Студянка, що входив до їх складу.
У 1961 році в парку було проведено капітальну реконструкцію, в ході якої, серед іншого, було збудовано кафе з літнім танцювальним майданчиком, відоме як «Тераси під Петровем», і верхній оглядовий майданчик, що відкриває панорамний вид на південну частину міста. Кафе розташовувалося на місці нинішнього Губернаторського саду та припинило існування у 1990-ті роки.
З 2000 року сади було ще раз реконструйовано.
За традицією перший феєрверк фестивалю Ігніс Бруненсіс запускають із парку.

## Пам'ятки парку
- Пам'ятник Світу. Обеліск у стилі класицизму, споруджений з 1816 по 1819 рік на згадку про переможне закінчення наполеонівських воєн.[7]
- Павільйон -колонада в стилі класицизму середини XIX століття, побудований на місці ампірної оранжереї[8]
- Музичний павільйон (невелика будівля у стилі класицизму, 1818 р.) у Губернаторському саду[9]
- Святі Пристрасті (кам'яна кладка XVI століття, перенесена в парк у 1952 році після виявлення під час знесення на вулиці Нові сади)[10]
- Бронзовий хрест (над фортечною стіною, на згадку про візит Папи Бенедикта XVI до Брно 2009 р., 2011 р.). перенесений з аеропорту Туржани)[11]
- Пам'ятник Мораві роботи Милослава Хлупача
- Капела єпископської резиденції роботи Августа Прокопа
- Пам'ятник Яну Заграднику роботи Яна Шимека
- Лава Вацлава Гавела на однойменній вулиці
- Частина міських стін Брно та фортечна вежа[12]